# Die Schuld des Dr. Homma
Die Schuld des Dr. Homma ist ein deutsches Spielfilmdrama aus dem Jahre 1951 von Paul Verhoeven mit Werner Hinz und Ilse Steppat in den Hauptrollen. 

## Handlung
Der Arzt Dr. Magnus Homma soll seine Gattin ermordet haben. Es kommt zu einem Aufsehen erregenden Prozess, bei dem es aufgrund erdrückender Indizien und einer unter Eid abgegebenen Aussage seitens Hommas Stieftochter Beate zu einer Verurteilung kommt. Die Tochter seines Strafverteidigers Kersten, Dr. Ilse Kersten, die selbst als Anwältin zugelassen ist, kann Dr. Homma trotz großen Engagements nicht mehr retten, die Todesstrafe wird ausgesprochen. Während der Prozessdauer haben sich Magnus und Ilse ineinander verliebt, und so kämpft die Anwältin mit verbissener Ausdauer weiter um den Mediziner, von dessen Unschuld sie überzeugt ist. Hommas Sohn Gerhard steht gleichfalls an der Seite seines Vaters. 
In der letzten Nacht vor der Hinrichtung setzten alle Drei sämtliche Hebel in Bewegung, um Dr. Hommas Hinrichtung zu verhindern. Die Schwachstelle ist die Stieftochter, die, so sind alle überzeugt, vor Gericht meineidig wurde. Und tatsächlich gibt diese, nachdem man sie lange genug „bearbeitet“ hat, ihre Falschaussage zu. Dr. Hommas Gattin, so stellt sich heraus, hatte sich durch eigene Hand das Leben genommen. In diesem Umstand aber sieht Dr. Homma durchaus eine eigene Schuld, dass es so weit gekommen ist: Magnus Homma hatte einst seine Frau nur wegen ihres Geldes geheiratet, und dementsprechend lieblos verlief beider Ehe. Diese Nichtbeachtung führte letztlich dazu, dass Frau Homma ihrem Leben ein Ende gesetzt hatte.

## Produktionsnotizen
Die Schuld des Dr. Homma entstand zwischen dem 23. Mai und dem 26. Juni 1951 in Hannover, Kassel (JVA Kassel I in Wehlheiden) und Göttingen (dort auch im Filmatelier Göttingen) und wurde am 4. Oktober 1951 in Hannovers Palast-Theater uraufgeführt. Die Berliner Premiere fand 22 Tage später statt. 
Franz Mattler übernahm die Produktionsleitung. Karl Löb war einfacher Kameramann unter der Chefkamera Fritz Arno Wagners. Erich Grave gestaltete die Filmbauten.

## Auszeichnungen
- Die FBL verlieh dem Film das Prädikat wertvoll.
- Der Film wurde mit dem Deutschen Filmpreis 1952 für den „besten Problemfilm“ ausgezeichnet.
- Hans Otto Schröder erhielt als Drehbuchautor ebenfalls den Deutschen Filmpreis 1952.
- Von der Evangelischen Filmgilde wurde Die Schuld des Dr. Homma als „bester Film des Monats“ (Dezember 1951) empfohlen.

## Kritiken
Im Spiegel hieß es: “Strafverteidigerin (Ilse Steppat) liebt unschuldig zum Tode Verurteilten (Werner Hinz) - der nach kurzer Rückblende mittelbare Schuld erkennt - und versucht in ereignisreicher Nacht vergeblich, Exekutionsaufschub zu erreichen, um Indizienbeweis zu widerlegen. Nur noch Wunder kann retten. Wunder geschieht. Gut fotografiert.”
Das Lexikon des Internationalen Films urteilt: „Ein Filmdrama, dessen unrealistisch konstruierter Konflikt durch die löbliche moralische Absicht nicht aufgewogen wird.“